# Вісник культури і життя
Вісник культури і життя — ілюстрований громадсько-культурний і літературний тижневик, виходив у Києві в січні 1913 (чотири номери) за редакцією П.Богацького та активною участю Г.Хоткевича. Видавався зошитами формату А 4 обсягом 32 сторінки і мав тираж 1 тисяча примірників.
Видання ставило за мету тримати «руку на пульсі культурного життя, приносити в українську сім'ю знання того, чим живе і дише культурний світ, новини наукового й артистичного руху; а передусім має на цілі знайомити кожну частину нашого краю з культурним життям других його частин, стати органом, що підтримував би духовну зв'язь між Україною, Галичиною, Буковиною, Угорською Руссю, канадійською, загальноамериканською і всякою іншою українською еміграцією. Виходитиме в Києві раз на тиждень в два аркуші з ілюстраціями. Ближчу участь в редагуванні приймає Гнат Хоткевич».
Журнал підписував до друку Павло Богацький. Але не випадково в рекламному оголошенні серед учасників журналу значилося лише ім'я Гната Хоткевича. Насправді Гнат Хоткевич був ініціатором створення журналу і його головним організатором, автором і редактором, а П. Богацький забезпечував видання своїми коштами й іменем.
Культивував оригінальну і перекладну белетристику, поезію, літературну й мистецтвознавчу критику, бібліографію, широку інформацію про духовне життя українців в усіх землях, хроніку подій. На сторінках тижневика вперше були видрукувані психологічно-драматичний етюд «Люблю женщину», статті «Новіша скульптура С. Т. Коньонко», «Спомини селянина-поляка з 1863 року», рецензії (відгук на колективний збірник «Z dziejow Ukrainy») Г.Хоткевича (деякі з них підписані криптонімом Г. Х.). З питань церковного мистецтва вирізняється розвідка С.Яремича «Живопис Андріївської церкви у Києві (1752—1756)». Часопис містив статті про японську драму, польську музику, новини науки і техніки, відгукнувся на праці М.Вороного («Театр і драма»), О.Синявського («Про що співають кобзарі»), Д. Донцова («Модерне москвофільство») та ін., подавав репродукції творів С.Коненкова, В.Семенка та ін., хронікальні нотатки про громадсько-культурне життя в Україні та за кордоном. У зв'язку з короткочасністю існування накреслену програму журнал виконати не зміг.